# Clausena lansium
Clausena lansium (Lour.) Skeels, 1909, nota anche come wampee o wampi,  è una pianta della famiglia Rutaceae, originaria del sud-est asiatico.

## Descrizione
È un albero di circa 6–8 m di altezza, che in coltivazione è mantenuto basso mediante potature.
Le sue foglie grandi, imparipennate, sono lisce e colore verde scuro.
La pianta è in fiore alla fine di marzo, i fiori sono bianchi, con quattro o cinque petali, circa 3–4 mm di diametro. I fiori sono raccolti in "grappoli" eretti alla sommità dei rami.
Il frutto è ovale, lungo circa 3 cm, 2 cm di diametro, e contiene da due fino a cinque semi che occupano il ~ 40-50% del volume del frutto. La maturazione dei frutti è estiva.

## Coltivazione
Il wampee è coltivato per il suo frutto .
Il clima ottimale è tropicale o subtropicale; è sensibile al gelo. Resiste a -6 °C.
L’albero ha una forte tolleranza per suoli poveri, ma produzioni significative di frutti si hanno con suoli piuttosto profondi e ricchi.
L'albero è strettamente legato alla cultura della popolazione cinese, alla sua cucina, ed alla sua medicina tradizionale.
Meno frequentemente, è coltivato in India, Sri Lanka e Queensland; occasionalmente viene coltivato anche in Florida e Hawaii.